# Melč
Melč település Csehországban, a Opavai járásban. Melč Radkov, Vítkov, Hradec nad Moravicí, Mikolajice, Štáblovice, Lhotka u Litultovic, Moravice és Staré Těchanovice településekkel határos. Lakosainak száma 677 fő (2024. január 1.).

## Népesség
A település lakosságának változását az alábbi diagram mutatja:
| Lakosok száma | 1035 | 997  | 845  | 774  | 680  | 648  | 620  | 635  | 652  | 677  |
|               | 1869 | 1900 | 1921 | 1961 | 1980 | 2011 | 2016 | 2019 | 2021 | 2024 |